# Liste der Nummer-eins-Hits in Kanada (1978)
Diese Liste enthält alle Nummer-eins-Hits in Kanada im Jahr 1978. Es gab in diesem Jahr 22 Nummer-eins-Singles.
| Singles | Alben |
| --- | ----- |
| - Bee Gees – How Deep Is Your Love - 6 Wochen (24. Dezember 1977 – 3. Februar 1978) - Rod Stewart – You're in My Heart - 1 Woche (4. Februar – 10. Februar) - Player – Baby Come Back - 1 Woche (11. Februar – 17. Februar) - Bee Gees – Stayin' Alive - 4 Wochen (18. Februar – 17. März) - Dan Hill – Sometimes When We - 1 Woche (18. März – 24. März) - Samantha Sang – Emotion - 1 Woche (25. März – 31. März) - Bee Gees – Night Fever - 5 Wochen (1. April – 5. Mai) - Yvonne Elliman – If I Can't Have You - 2 Wochen (6. Mai – 19. Mai) - Roberta Flack & Donny Hathaway – The Closer I Get to You - 1 Woche (20. Mai – 26. Mai) - Paul McCartney & The Wings – With a Little Luck - 3 Wochen (27. Mai – 16. Juni) - Andy Gibb – Shadow Dancing - 3 Wochen (17. Juni – 7. Juli) - Bonnie Tyler – It’s a Heartache - 1 Woche (8. Juli – 14. Juli) - Gerry Rafferty – Baker Street - 4 Wochen (15. Juli – 11. August) - The Rolling Stones – Miss You - 2 Wochen (12. August – 25. August) - Commodores – Three Times a Lady - 4 Wochen (26. August – 22. September) - Frankie Valli – Grease - 1 Woche (23. September – 29. September) - Es gibt keine Informationen zum Nummer-eins-Hit vom 30. September bis zum 6. Oktober. - Olivia Newton-John – Hopelessly Devoted to You - 1 Woche (7. Oktober – 13. Oktober) - Nick Gilder – Hot Child in the City - 2 Wochen (14. Oktober – 27. Oktober) - Anne Murray – You Needed Me - 3 Wochen (28. Oktober – 24. November) - Donna Summer – MacArthur Park - 2 Wochen (25. November – 8. Dezember) - Barbra Streisand & Neil Diamond – You Don't Bring Me Flowers - 3 Wochen (9. Dezember – 29. Dezember) - Gino Vannelli – I Just Wanna Stop - 2 Wochen (30. Dezember 1978 – 12. Januar 1979) |       |